# Fuente del Ídolo
La Fuente del Ídolo es una fuente romana ubicada en la parroquia civil de São José de São Lázaro, en el municipio de Braga, al norte de Portugal. Ubicada en el antiguo territorio de los brácaros, la fuente, construida en roca de granito en tiempos del emperador Octavio Augusto contiene inscripciones en latín, dedicadas a las deidades lusitanas Tongoenabiago y Navia. Fue construido a instancias de su promotor, Celico Frontón.

## Historia
Fue identificada por primera vez por el cartógrafo alemán Georg Braun, que lo incluyó en su mapa de Braga en 1594, indicando la ubicación de la fuente manantial (marcado por un canal de agua). En 1695, el terreno en el que se encuentra la fuente era propiedad del padre Santos Rodrigues, vicario de São João de Castelões, en Guimarães. A su muerte, su propiedad pasó a su sobrina, Angélica de Barros, quien posteriormente la legó a su cuñado Vicente Gomes do Couto.
En el siglo XVIII, el contador D. Jerónimo Contador de Argote, señaló en sus registros: "detrás de la iglesia de São João Marcos hay un jardín, que se llama" Ídolo", en el cual se ubica un manantial profundo, que tiene una roca que parece ser [una roca] viva, con una figura con túnica larga, de cinco palmas [de tamaño]: parece que [la figura] tiene un oso largo, y le falta parte del cuerpo; su mano derecha está rota y a la izquierda la forma de un envoltorio, y encima de la cabeza hay letras".
Domingos Fernandes da Silva intentó adquirir las tierras judicialmente, con el pretexto de que las tierras eran parte de su propiedad en 1816.
El 6 de agosto de 1861, Emílio Hübner visitó el jardín del Ídolo, informó que el nombre de la divinidad estaba oscurecido por la cal e intentó corregir la inscripción, siguiendo las notas de D. Jerónimo.
En 1862, el rey Pedro V y el marqués de Sousa examinaron la fuente, luego ofrecida al monarca como regalo por su propietario João de Abreu Guedes do Couto. El rey quiso quitarla y trasladarla a los terrenos de Quinta dos Falcões, como base de un museo lapidario, acción que finalmente no tuvo lugar. En la década de 1890, la fuente era propiedad de José Joaquim de Oliveira.
En 1936, el gobierno municipal de Braga adquirió el terreno que rodea la fuente, siendo transferidos posteriormente al Estado la titularidad del mismo junto a la fuente y otros terrenos aledaños. Fue reparada en 1952.
En 1980-1981, Alain Tranoy, revaluando la hipótesis original del lingüista Leite de Vasconcelos, sugirió que la figura izquierda del ídolo era una divinidad, mientras que la figura adjunta representaba a un devoto. Posteriormente, António Rodríguez Colmenero defendió que la fuente formaba parte de un santuario plural, y las figuras representaban las figuras de Tongoenabiagus y Navia.

## Arquitectura
La fuente es una gran superficie de granito, formando un respaldo alargado, que mide unos 3 metros de ancho y 1,20 metros de alto. A la izquierda de la roca hay una figura humana tallada, de aproximadamente 1,10 metros de altura, erguida, pero deteriorada, y posiblemente masculina con barba, envuelta en una toga, sosteniendo en su brazo izquierdo un objeto voluminoso. Está flanqueado arriba por una inscripción en latín, la primera palabra parcialmente cortada en la piedra. A la derecha de la figura  hay un edificio rectangular excavado en la roca, de unos 0,7 metros de altura, 0,6 metros de ancho y 0,12 de profundidad, con la desgastada figura de una cabeza humana. Está coronada por un frontón triangular con un pájaro grabado. En la base de esta estructura de granito fluye el agua de la fuente.
La fuente está encerrada en una estructura modernista construida para proteger y actuar como un centro interpretativo, dentro del centro histórico de Braga, cerca del Palacio de Raio y el Hospital de São Marcos.
El monumento se encuentra fuera del antiguo perímetro urbano de Bracara Augusta (la actual Braga), y cuyas numerosas inscripciones epigráficas permiten una clara asociación entre él y la divinidad religiosa local de la época: Tongoenabiago, que se asoció con la diosa Navia en la mitología lusitana.
Algunos indicadores sugieren que puede haber existido, en el mismo lugar, otra estructura, probablemente un templo a la diosa Navia (si bien tal construcción no se ha descubierto aún). La figura de la toga también podría representar a Esculapio, deidad romana de la medicina y la curación.